# Trofeo Cervecería Nacional 1958
El Trofeo Cervecería Nacional se lo disputó en un Cuadrangular Internacional amistoso de fútbol, jugado en Guayaquil en enero de 1958.
Se coronaron campeones del cuadrangular Emelec de Ecuador y Sporting Cristal de Perú.

### Equipos participantes
| Equipo           | Calidad                                                             |
| ---------------- | ------------------------------------------------------------------- |
| Emelec           | Anfitrión y campeón del Campeonato Ecuatoriano de Fútbol de 1957    |
| Barcelona        | Anfitrión y subcampeón del Campeonato Ecuatoriano de Fútbol de 1957 |
| Independiente    | Invitado y octavo lugar de la Primera División de Argentina 1957    |
| Sporting Cristal | Invitado y quinto lugar de la Primera División del Perú 1957        |

## Sistema de torneo
Como se acostumbraba en esa época, un equipo obtenía 2 puntos por victoria y 1 por empate. Se enfrentaron en una vuelta todos contra todos. Se decidió que en caso de que dos clubes quedaran empatados en puntos en primer lugar, ambos serían declarados campeones.

## Partidos

### 5 de enero de 1958
Emelec 2 - 2 Independiente

### 8 de enero de 1958
Barcelona 1 - 2 Independiente

Emelec 3 - 1 Sporting Cristal

### 12 de enero de 1958
Sporting Cristal 3 - 2 Independiente

Emelec 2 - 2 Barcelona

### 15 de enero de 1958
Barcelona 0 - 2 Sporting Cristal

## Tabla de posiciones
| Equipo           | PJ | PG | PE | PP | GF | GC | Pts. | Dif |
| ---------------- | -- | -- | -- | -- | -- | -- | ---- | --- |
| Emelec           | 3  | 1  | 2  | 0  | 7  | 5  | 4    | +2  |
| Sporting Cristal | 3  | 2  | 0  | 1  | 6  | 5  | 4    | +1  |
| Independiente    | 3  | 1  | 1  | 1  | 6  | 6  | 3    | 0   |
| Barcelona        | 3  | 0  | 1  | 2  | 3  | 6  | 1    | -3  |

- Por igualdad en puntos en primer lugar, Emelec y Sporting Cristal son declarados campeones.

## Datos relevantes
- El nombre del trofeo fue por auspicio de Cervecería Nacional.
- Alberto Spencer jugó este torneo en Emelec.